# Vestersand
Vestersand est une localité du comté de Nordland, en Norvège.

## Géographie
Administrativement, Vestersand fait partie de la kommune de Vestvågøy.